# Grande Prêmio da Bélgica de 1988
Resultados do Grande Prêmio da Bélgica de Fórmula 1 realizado em Spa-Francorchamps em 28 de agosto de 1988. Décima primeira etapa do campeonato, foi vencido pelo brasileiro Ayrton Senna, que subiu ao pódio junto a Alain Prost numa dobradinha da McLaren-Honda, com Ivan Capelli em terceiro pela March-Judd.

## Resumo

### Enzo Ferrari (1898-1988)
Vítima de insuficiência renal, o comendador Enzo Ferrari faleceu dia 14 de agosto em Maranello. Presente nas competições esportivas desde 1919 quando correu numa prova de subida de montanha em Parma, foi piloto da Alfa Romeo antes de criar a Scuderia Ferrari em 1929, presente na Fórmula 1 desde o Grande Prêmio de Mônaco de 1950. Desde então, a tradicional equipe vermelha somou nove títulos mundiais de pilotos e oito de construtores, além de 107 pole positions, 93 vitórias, 318 pódios e 105 voltas mais rápidas em 435 Grandes Prêmios disputados. Ao longo dos anos, Enzo Ferrari cunhou frases de efeito como "A Ferrari é como uma mulher: não se compra, se deseja". Foi ao volante de uma Ferrari que Chico Landi venceu o Grande Prêmio de Bari de 1948, primeira conquista brasileira no automobilismo internacional. Ora amável, ora irascível com seu pilotos, foi amigo de Alberto Ascari e não hesitou em espicaçar Niki Lauda, mas para il vecchio signore nenhuma perda foi maior que a morte de seu filho, Dino Ferrari, em 1956.
Habituado a conduzir os negócios ao seu modo, Enzo Ferrari viu-se obrigado a vender 50% da sua equipe para o Grupo Fiat em 1969 de modo a garantir que a escuderia atravessasse uma crise financeira e nesta transação 40% das ações caberiam ao comendador e 10% ao seu outro filho, Piero Ferrari. O acordo reza que a Fiat tem preferência na compra das ações de Enzo Ferrari por ocasião da morte deste e para evitar um vácuo de poder, há dois meses o patriarca da Ferrari indicou o filho para uma das vice-presidências da Fiat e delegou a John Barnard a responsabilidade sobre o carro a ser utilizado em 1989. Atendendo a um desejo do falecido, sua morte foi divulgada somente após o enterro no jazigo da família no cemitério de San Cataldo de Modena diante da esposa, filho e nora do "velho dragão", cuja última aparição pública fora no dia 18 de fevereiro de 1988, quando completou 90 anos.

### Alain Prost sob pressão
Ao comentar sua situação no campeonato mundial, Alain Prost foi cirúrgicoː "Esta corrida é vital para mim. Se o Ayrton abrir vantagem de três vitórias, será muito difícil descontar isso nas cinco provas restantes". Agora vice-líder do certame, ele citou suas vitórias no Grande Prêmio da Bélgica (1983 e 1987) como indicativo de êxito garantido contra seu companheiro na McLaren (desde que não chova). "Gosto muito desta pista. Além de duas vitórias, tenho aqui três poles, um terceiro e um sexto lugares". Quando as máquinas e pilotos foram à pista na sexta-feira, o francês foi quatro décimos de segundo mais lento em relação ao tempo de Ayrton Senna, até então na pole provisória, com Gerhard Berger e Michele Alboreto colocando a Ferrari na segunda fila. Vencedor da corrida belga em 1986, o britânico Nigel Mansell não compareceu a Spa-Francorchamps devido a uma catapora contraída após o Grande Prêmio da Hungria, razão pela qual a Williams convocou Martin Brundle (campeão das 24 Horas de Daytona pela Jaguar em 1988), para substituí-lo. Concluído o treino, Brundle foi o décimo segundo no grid.
Participante habitual do Grande Prêmio da Bélgica, afinal o circuito de Spa-Francorchamps fica na região das Ardenas, a chuva que caiu no sábado impediu a melhora dos tempos marcados na véspera fossem melhorados, mas a imagem do dia foi outra, pois Alain Prost não saiu dos boxes, limitando-se a observar o tempo e o público ao seu redor. "É realmente engraçado, a Fórmula 1 transformou-se, agora, em uma grande campanha psicológica, uma guerra de nervos. Pude perceber as pessoas à minha frente, pensandoː está chovendo e Alain nem sairá dos boxes". Impávido, o rival de Senna escolheu até mesmo o local da ultrapassagem sobre o brasileiro antes de partir para a vitóriaː será no fim da reta após a curva Raidillon. Mesmo favorecido pela chuva, Ayrton Senna mostrou-se indiferente quanto a correr ou não em piso molhado, enquanto seu "vizinho de box" preferia o tempo seco. Com a manutenção dos tempos de sexta-feira, Ayrton Senna dividiria a primeira fila com Alain Prost, corroborando o aprumo da McLaren, enquanto as vagas seguintes couberam a Gerhard Berger e Michele Alboreto. Foi a nona pole position de Senna em 1988, igualando o recorde de poles num mesmo ano instituído por Ronnie Peterson quando estava na Lotus em 1973 e igualado por Niki Lauda na Ferrari em 1974 e 1975 e também por Nelson Piquet na Brabham em 1984.

### Senna vence, McLaren campeã
Numa corrida sem chuva, os primeiros metros foram os mais emocionantes, conforme as palavras de Ayrton Sennaː "Larguei mal, patinando, por causa de um problema de aderência dos pneus. Como já havíamos combinado não correr riscos na primeira curva, Alain não teve dificuldades em entrar na minha frente. Procurei ficar no vácuo dele e conseguiː tive até que tirar o pé, na reta, senão entraria em sua traseira", disse ele descrevendo o ocorrido antes de reassumir a liderança na Les Combes. Até a décima volta, a diferença entre os carros da McLaren era de quatro segundos, elevando-se para sete segundos na volta vinte. Nesse momento, Prost reduziu o ritmo a fim de poupar seu equipamento restando-lhe torcer por alguma avaria no carro de Senna ou por um erro que fizesse o rival perder a liderança ou, quem sabe, abandonar a disputa, tal como em Mônaco, há três meses. "Na vigésima volta eu me convenci de que não teria condições de ultrapassar o Ayrton e tratei de assegurar o melhor resultado possível para a equipe, enquanto ficava na expectativa de que ele tivesse algum problema".
Quanto aos demais competidores, houve uma certa variaçãoː a Ferrari manteve-se em terceiro lugar durante duas voltas com Gerhard Berger e trinta e três com Michele Alboreto. O austríaco ficou fora de combate por falhas na injeção de combustível enquanto o motor de seu companheiro de equipe estourou. Nesse ínterim, a Benetton de Thierry Boutsen duelou contra as Lotus amarelas de Satoru Nakajima, cujo motor quebrou na vigésima primeira volta, e Nelson Piquet. Com a dupla da McLaren isolada à fente e Boutsen em terceiro, Piquet ocupou o quarto lugar até seu carro perder rendimento devido ao desgaste dos freios e pneus, razão pela qual Alessandro Nanini o ultrapassou no grampo da La Source na volta trinta e oito e Ivan Capelli deixou o tricampeão para trás na volta quarenta e um, sendo que antes o piloto da March emparelhou e quase tocou rodas com o bólido de Riccardo Patrese antes de ultrapassar a Williams na volta vinte e sete.
A essa altura a condução de Ayrton Senna permitiu-lhe impor mais de um segundo de diferença por volta sobre Alain Prost e de fato o brasileiro venceu a corrida enquanto seu companheiro de equipe terminou em segundo lugar a mais de meio minuto de distância. Ao sacramentar sua oitava dobradinha no ano, a McLaren estabeleceu o recorde de 147 pontos (superando os 143,5 pontos que a equipe marcou em 1984) garantindo assim o quarto mundial de construtores em sua história e o terceiro consecutivo dos motores Honda. Comemorando seu centésimo grande prêmio, a Benetton chegou em terceiro com Thierry Boutsen e em quarto com Alessandro Nanini, enquanto a March de Ivan Capelli e a Lotus de Nelson Piquet completaram a zona de pontuação. Ao cruzar a linha de chegada, Ayrton Senna igualou o recorde de vitórias num mesmo ano, pois com sete triunfos em 1988, ele repetiu a façanha de Jim Clark na Lotus em 1963 e de Alain Prost em seu regresso à McLaren em 1984, além disso tornou-se o primeiro piloto a vencer quatro corridas consecutivas na Fórmula 1 desde Jochen Rindt quando este defendia a Lotus em 1970 e ganhou nos Países Baixos, França, Grã-Bretanha e Alemanha.
Definido o mundial de construtores, sabe-se que apenas Ayrton Senna e Alain Prost continuam na disputa pelo mundial de pilotos e nesse momento a pontuação é de 75 a 72 a favor do brasileiro, cujas chances matemáticas de título são de 81%, ou, em termos práticos, bastam duas vitórias nas cinco etapas restantes para Senna vencer o campeonato. Ciente de sua desvantagem, Prost declarou publicamente que Ayrton Senna já é o campeão mundial de Fórmula 1 de 1988, glória conquistada "com muito merecimento", a ponto de o francês cumprimentar Senna com um "Parabéns, campeão" durante a cerimônia do pódio. Elogios à parte, o francês sabe que suas chances de chegar ao tricampeonato, mesmo diminutas, existem, e elogiar o adversário é a melhor maneira de fazê-lo baixar a guarda. "Quando se tem um adversário cono o Alain, ninguém pode se considerar vitorioso antes do tempo", declarou Senna.

### Benetton desclassificada
Em 9 de dezembro de 1988, a Federação Internacional de Automobilismo Esportivo (FISA) puniu a Benetton. Conforme a entidade, uma amostra de combustível retirada do carro de Thierry Boutsen após o  Grande Prêmio da Bélgica, revelou uma octanagem acima do índice especificado no regulamento (102, conforme o método RON). Thierry Boutsen e Alessandro Nanini foram desclassificados e sua equipe multada em US$ 250 mil. Com o veredicto, o terceiro lugar na prova belga foi atribuído a Ivan Capelli, agraciado com o primeiro pódio de sua carreira, assim como foi o primeiro pódio da March desde a vitória de Ronnie Peterson no Grande Prêmio da Itália de 1976. Em quarto lugar ficou Nelson Piquet com a Lotus enquanto a Arrows viu Derek Warwick e Eddie Cheever em quinto e sexto lugar, respectivamente.

## Classificação

### Pré-qualificação
| Pos. | Nº | Piloto            | Construtor    | Tempo    | Diferença |
| ---- | -- | ----------------- | ------------- | -------- | --------- |
| 1    | 36 | Alex Caffi        | Dallara-Ford  | 2:01.068 | —         |
| 2    | 31 | Gabriele Tarquini | Coloni-Ford   | 2:02.101 | + 1.033   |
| 3    | 21 | Nicola Larini     | Osella        | 2:02.347 | + 1.279   |
| 4    | 33 | Stefano Modena    | EuroBrun-Ford | 2:02.933 | + 1.865   |
| DNPQ | 32 | Oscar Larrauri    | EuroBrun-Ford | 2:04.208 | + 3.140   |

### Treinos classificatórios
| Pos.    | N.º | Piloto             | Construtor      | Q1       | Q2       | Dif.    |
| ------- | --- | ------------------ | --------------- | -------- | -------- | ------- |
| 1       | 12  | Ayrton Senna       | McLaren-Honda   | 1:53.718 | 2:15.196 | —       |
| 2       | 11  | Alain Prost        | McLaren-Honda   | 1:54.128 | s/ tempo | + 0.410 |
| 3       | 28  | Gerhard Berger     | Ferrari         | 1:54.581 | 2:17.115 | + 0.863 |
| 4       | 27  | Michele Alboreto   | Ferrari         | 1:55.665 | 2:15.667 | + 1.947 |
| 5       | 6   | Riccardo Patrese   | Williams-Judd   | 1:57.138 | 2:15.358 | + 3.420 |
| 6       | 20  | Thierry Boutsen    | Benetton-Ford   | 1:57.455 | 2:15.236 | + 3.737 |
| 7       | 19  | Alessandro Nannini | Benetton-Ford   | 1:57.535 | 2:17.077 | + 3.817 |
| 8       | 2   | Satoru Nakajima    | Lotus-Honda     | 1:57.616 | 2:14.739 | + 3.898 |
| 9       | 1   | Nelson Piquet      | Lotus-Honda     | 1:57.821 | 2:15.027 | + 4.103 |
| 10      | 17  | Derek Warwick      | Arrows-Megatron | 1:57.925 | 2:16.770 | + 4.207 |
| 11      | 18  | Eddie Cheever      | Arrows-Megatron | 1:57.980 | 2:19.908 | + 4.262 |
| 12      | 5   | Martin Brundle     | Williams-Judd   | 1:58.206 | 2:14.517 | + 4.488 |
| 13      | 15  | Maurício Gugelmin  | March-Judd      | 1:58.361 | s/ tempo | + 4.643 |
| 14      | 16  | Ivan Capelli       | March-Judd      | 1:58.439 | 2:22.821 | + 4.721 |
| 15      | 36  | Alex Caffi         | Dallara-Ford    | 1:59.736 | 2:18.052 | + 6.018 |
| 16      | 30  | Philippe Alliot    | Lola-Ford       | 1:59.906 | 2:21.219 | + 6.188 |
| 17      | 25  | René Arnoux        | Ligier-Judd     | 2:00.037 | 2:19.260 | + 6.319 |
| 18      | 14  | Philippe Streiff   | AGS-Ford        | 2:00.410 | 2:23.953 | + 6.692 |
| 19      | 22  | Andrea de Cesaris  | Rial-Ford       | 2:00.521 | 2:17.028 | + 6.803 |
| 20      | 26  | Stefan Johansson   | Ligier-Judd     | 2:00.857 | s/ tempo | + 7.139 |
| 21      | 3   | Jonathan Palmer    | Tyrrell-Ford    | 2:01.078 | 2:20.594 | + 7.360 |
| 22      | 31  | Gabriele Tarquini  | Coloni-Ford     | 2:01.359 | 2:19.939 | + 7.641 |
| 23      | 29  | Yannick Dalmas     | Lola-Ford       | 2:01.467 | 2:19.909 | + 7.749 |
| 24      | 9   | Piercarlo Ghinzani | Zakspeed        | 2:01.899 | 2:22.064 | + 8.181 |
| 25      | 10  | Bernd Schneider    | Zakspeed        | 2:01.938 | 2:19.825 | + 8.220 |
| 26      | 21  | Nicola Larini      | Osella          | 2:02.029 | 2:17.127 | + 8.311 |
| DNQ     | 24  | Luis Pérez-Sala    | Minardi-Ford    | 2:02.129 | s/ tempo | + 8.411 |
| DNQ     | 23  | Pierluigi Martini  | Minardi-Ford    | 2:02.314 | s/ tempo | + 8.596 |
| DNQ     | 33  | Stefano Modena     | EuroBrun-Ford   | 2:02.322 | 2:19.880 | + 8.604 |
| DNQ     | 4   | Julian Bailey      | Tyrrell-Ford    | 2:02.519 | s/ tempo | + 8.801 |
| Fontes: |     |                    |                 |          |          |         |

### Corrida
| Pos.    | N.º | Piloto             | Construtor      | Voltas | Tempo/Diferença      | Grid | Pontos |
| ------- | --- | ------------------ | --------------- | ------ | -------------------- | ---- | ------ |
| 1       | 12  | Ayrton Senna       | McLaren-Honda   | 43     | 1:28:00.549          | 1    | 9      |
| 2       | 11  | Alain Prost        | McLaren-Honda   | 43     | + 30.470             | 2    | 6      |
| DSQ     | 20  | Thierry Boutsen    | Benetton-Ford   | 43     | + 59.861             | 6    | [ 31 ] |
| DSQ     | 19  | Alessandro Nannini | Benetton-Ford   | 43     | + 1:08.594           | 7    | [ 31 ] |
| 3       | 16  | Ivan Capelli       | March-Judd      | 43     | + 1:15.768           | 14   | 4      |
| 4       | 1   | Nelson Piquet      | Lotus-Honda     | 43     | + 1:23.628           | 9    | 3      |
| 5       | 17  | Derek Warwick      | Arrows-Megatron | 43     | + 1:25.355           | 10   | 2      |
| 6       | 18  | Eddie Cheever      | Arrows-Megatron | 42     | + 1 volta            | 11   | 1      |
| 7       | 5   | Martin Brundle     | Williams-Judd   | 42     | + 1 volta            | 12   |        |
| 8       | 36  | Alex Caffi         | Dallara-Ford    | 42     | + 1 volta            | 15   |        |
| 9       | 30  | Philippe Alliot    | Lola-Ford       | 42     | + 1 volta            | 16   |        |
| 10      | 14  | Philippe Streiff   | AGS-Ford        | 42     | + 1 volta            | 18   |        |
| 11      | 26  | Stefan Johansson   | Ligier-Judd     | 39     | Rolamento            | 20   |        |
| 12      | 3   | Jonathan Palmer    | Tyrrell-Ford    | 38     | Câmbio               | 21   |        |
| 13      | 10  | Bernd Schneider    | Zakspeed        | 38     | Câmbio               | 25   |        |
| Ret     | 31  | Gabriele Tarquini  | Coloni-Ford     | 36     | Direção              | 22   |        |
| Ret     | 27  | Michele Alboreto   | Ferrari         | 35     | Motor                | 4    |        |
| Ret     | 6   | Riccardo Patrese   | Williams-Judd   | 30     | Motor                | 5    |        |
| Ret     | 15  | Maurício Gugelmin  | March-Judd      | 29     | Rodada               | 13   |        |
| Ret     | 9   | Piercarlo Ghinzani | Zakspeed        | 25     | Vazamento de óleo    | 24   |        |
| Ret     | 2   | Satoru Nakajima    | Lotus-Honda     | 22     | Motor                | 8    |        |
| Ret     | 21  | Nicola Larini      | Osella          | 14     | Bomba de combustível | 26   |        |
| Ret     | 28  | Gerhard Berger     | Ferrari         | 11     | Injeção              | 3    |        |
| Ret     | 29  | Yannick Dalmas     | Lola-Ford       | 9      | Motor                | 23   |        |
| Ret     | 22  | Andrea de Cesaris  | Rial-Ford       | 2      | Colisão              | 19   |        |
| Ret     | 25  | René Arnoux        | Ligier-Judd     | 2      | Colisão              | 17   |        |
| DNQ     | 24  | Luis Pérez-Sala    | Minardi-Ford    |        |                      |      |        |
| DNQ     | 23  | Pierluigi Martini  | Minardi-Ford    |        |                      |      |        |
| DNQ     | 33  | Stefano Modena     | EuroBrun-Ford   |        |                      |      |        |
| DNQ     | 4   | Julian Bailey      | Tyrrell-Ford    |        |                      |      |        |
| DNPQ    | 32  | Oscar Larrauri     | EuroBrun-Ford   |        |                      |      |        |
| Fontes: |     |                    |                 |        |                      |      |        |

## Tabela do campeonato após a corrida
| Pos.    | Piloto           | Pontos |
| ------- | ---------------- | ------ |
| 1       | Ayrton Senna     | 75     |
| 2       | Alain Prost      | 72     |
| 3       | Gerhard Berger   | 28     |
| 4       | Nelson Piquet    | 18     |
| 5       | Michele Alboreto | 16     |
| Fontes: |                  |        |

| Pos.    | Construtor    | Pontos |
| ------- | ------------- | ------ |
| 1       | McLaren-Honda | 147    |
| 2       | Ferrari       | 44     |
| 3       | Benetton-Ford | 22     |
| 4       | Lotus-Honda   | 19     |
| 5       | March-Judd    | 13     |
| Fontes: |               |        |

- Nota: Somente as primeiras cinco posições estão listadas e a campeã mundial de construtores surge grafada em negrito. Entre 1981 e 1990 cada piloto podia computar onze resultados válidos por ano, não havendo descartes no mundial de construtores.